# Campeonato Mundial de Esgrima de 1978
El XLIII Campeonato Mundial de Esgrima se celebró en Hamburgo (RFA) entre el 12 y el 22 de julio de 1978 bajo la organización de la Federación Internacional de Esgrima (FIE) y la Unión Alemana de Esgrima.

## Medallistas

### Masculino
| Evento              | Oro                                                                                           | Plata                                                                                      | Bronce                                                                                     |
| ------------------- | --------------------------------------------------------------------------------------------- | ------------------------------------------------------------------------------------------ | ------------------------------------------------------------------------------------------ |
| Florete individual  | Didier Flament Francia                                                                        | Alexandr Romankov URSS                                                                     | Harald Hein RFA                                                                            |
| Florete por equipos | Bogusław Zych · Adam Robak · Arkadiusz Godel · Marian Sypniewski · Leszek Martewicz · Polonia | Didier Flament Frédéric Pietruszka Bruno Boscherie Philippe Bonnin Pascal Jolyot Francia   | Alexandr Romankov Vladimir Smirnov Vladimir Denisov Vladimir Lapitski URSS                 |
| Espada individual   | Alexander Pusch RFA                                                                           | Philippe Riboud Francia                                                                    | Hans Jacobson · Suecia                                                                     |
| Espada por equipos  | Csaba Fenyvesi · Ernő Kolczonay · Jenő Pap · István Osztrics · Győző Kulcsár · Hungría        | Boris Lukomski Ashot Karaguian Leonid Dunayev Alexandr Abushajmetov Valeri Jondogo URSS    | Johan Harmenberg · Rolf Edling · Göran Malkar · Hans Jacobson · Carl von Essen · Suecia    |
| Sable individual    | Viktor Krovopuskov URSS                                                                       | Mijail Burtsev URSS                                                                        | Michele Maffei · Italia                                                                    |
| Sable por equipos   | Imre Gedővári · Pál Gerevich · Ferenc Hammang · Zoltán Nagyházi · György Nébald · Hungría     | Mijail Burtsev Vladimir Nazlymov Viktor Krovopuskov Alexandr Nikishin Viktor Bazhenov URSS | Michele Maffei · Angelo Arcidiacono · Mario Aldo Montano · Gianfranco Dalla Barba · Italia |

### Femenino
| Evento              | Oro                                                                   | Plata | Bronce                                                                             |
| ------------------- | --------------------------------------------------------------------- | --- | ---------------------------------------------------------------------------------- |
| Florete individual  | Valentina Sidorova URSS                                               | Katarína Ráczová Checoslovaquia                                                                                   | Cornelia Hanisch RFA                                                               |
| Florete por equipos | Olga Kniazeva Valentina Sidorova Nailia Guiliazova Yelena Belova URSS | Jolanta Królikowska · Barbara Wysoczańska · Agnieszka Dubrawska · Delfina Skąpska · Małgorzata Bugajska · Polonia | Suzana Ardeleanu · Viorica Ţurcanu · Magdalena Chezan · Marcela Moldovan · Rumania |

## Medallero
| Núm. | País           | Oro | Plata | Bronce | Total |
| ---- | -------------- | --- | ----- | ------ | ----- |
| 1    | URSS           | 3   | 4     | 1      | 8     |
| 2    | Hungría        | 2   | 0     | 0      | 2     |
| 3    | Francia        | 1   | 2     | 0      | 3     |
| 4    | Polonia        | 1   | 1     | 0      | 1     |
| 5    | RFA            | 1   | 0     | 2      | 3     |
| 6    | Checoslovaquia | 0   | 1     | 0      | 1     |
| 7    | Italia         | 0   | 0     | 2      | 2     |
| 7    | Suecia         | 0   | 0     | 2      | 2     |
| 7    | Rumania        | 0   | 0     | 1      | 1     |
|      | TOTAL          | 8   | 8     | 8      | 24    |